# Subconsumo

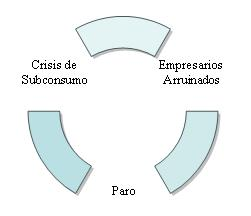
Círculo vicioso del subconsumo: quiebra, desempleo, subconsumo

El subconsumo es una teoría económica según la cual las recesiones y el estancamiento surgen de una demanda de consumo inadecuada, en relación con la cantidad producida. En otras palabras, hay un problema de sobreproducción y sobreinversión durante una crisis de demanda. La teoría, después de la década de 1930, formó la base para el desarrollo de la economía keynesiana y la teoría de la demanda agregada.

## Histórico
Este es un concepto que había sido defendido previamente por el economista francés Barthélemy de Laffemas en un texto de 1859, denominado como: Les Trésors et richesses pour mettre l'Estat en Splendeur (Los tesoros y riquezas para poner al Estado en esplendor).
Se ha utilizado varias veces para criticar la Ley de Say.
En la época contemporánea, comenzó a ser defendida, a partir de 1815, por los economistas heterodoxos en Gran Bretaña y Francia (en Francia cabe mencionar a Jean-Charles-Léonard Simonde de Sismondi, en la obra: Nouveaux Principes d'économie politique, publicada en 1819, donde argumentó que el subconsumo y la sobreproducción eran causas del ciclo económico), quienes propusieron la teoría del subconsumo y rechazaron la economía clásica en forma de economía ricardiana y, por lo tanto, fue rechazada por los economistas ortodoxos.
En 1892, John Mackinnon Robertson publicó The Fallacy of Savings, donde presentó la paradoja del ahorro.
En 1910, John A. Hobson publicó Industrial System, donde presentó una teoría del subconsumo del ciclo económico.
Durante la década de 1920, William Trufant Foster y Waddill Catchings desarrollaron una teoría del subconsumo, en la que argumentaron que la intervención del gobierno, especialmente el gasto en programas de obras públicas, era esencial para restablecer el equilibrio entre la producción y el consumo. Se cree que sus ideas influyeron en las acciones de los presidentes estadounidenses: Herbert Hoover y Franklin D. Roosevelt, luego de la Crisis de 1929.
Posteriormente, la teoría fue perfeccionada por la economía keynesiana, que presentó una explicación más completa del fracaso de la demanda agregada para alcanzar el producto potencial, es decir, el nivel de la producción correspondiente al pleno empleo. Keynes escribió sobre el tema, principalmente en la obra: "Teoría general del empleo, el interés y el dinero".
En 1976, Michael Bleaney publica Underconsumption Theories (Teorías del subconsumo), donde define dos de los elementos de la teoría del subconsumo, ante la evolución resultante de los aportes de Keynes:
1. la única fuente de recesiones, estancamiento y otras fallas de la demanda agregada fue la demanda inadecuada de los consumidores;
2. una economía capitalista tiende hacia un estado de depresión persistente debido a esto.

Por lo tanto, el consumo insuficiente no se considera parte de los ciclos económicos tanto como (quizás) el entorno económico general en el que se producen. Compárese con la tendencia a la caída de la tasa de ganancia, que tiene una creencia similar en el estancamiento como el estado natural (estable), pero que por lo demás es distinta y en oposición crítica a la teoría del subconsumo.
La economía keynesiana moderna ha reemplazado en gran medida las teorías del subconsumo. La caída de la demanda de los consumidores no tiene por qué causar una recesión, ya que otras partes de la demanda agregada pueden aumentar para contrarrestar este efecto. Estos otros elementos son la inversión fija privada en fábricas, máquinas y viviendas, las compras gubernamentales de bienes y servicios y las exportaciones (neto de importaciones). Además, pocos economistas creen que el estancamiento persistente es el estado normal hacia el que tiende una economía capitalista. Pero es posible en la economía keynesiana que la caída del consumo (digamos, debido a los salarios reales bajos y decrecientes) pueda causar una recesión o un estancamiento más profundo.

## Perspectiva marxista
Con frecuencia se argumenta que la posición de Marx hacia el subconsumo es ambivalente. Por un lado, escribió que "la causa última de todas las crisis reales sigue siendo siempre la pobreza y el consumo restringido de las masas frente a la tendencia de la producción capitalista a desarrollar las fuerzas productivas de tal manera que sólo el poder absoluto de consumo de toda la sociedad sería su límite".
Sin embargo, en el Volumen II de Das Kapital, proporciona la siguiente crítica de la teoría del subconsumismo: "Es pura redundancia decir que las crisis se producen por la falta de pago del consumo o de los consumidores que pagan. El sistema capitalista reconoce solo a los consumidores que pagan, con la excepción de aquellos que reciben apoyo legal deficiente", o los 'pícaros'.
Cuando las mercancías son invendibles, significa simplemente que no hay compradores o consumidores para ellas. Cuando la gente intenta dar a esta redundancia una apariencia de algún significado más profundo al decir que la clase trabajadora no recibe suficiente de su propio producto y que la el mal se disiparía tan pronto como recibiera una mayor parte, es decir, si se aumentaran sus salarios, todo lo que se puede decir es que las crisis están invariablemente precedidas por períodos en los que los salarios en general aumentan y la clase obrera recibe una parte relativamente mayor del producto anual destinado al consumo.
Desde el punto de vista de estos valientes defensores del 'simple sentido común', tales períodos deberían prevenir la llegada de crisis. Parecería, por lo tanto, que la producción capitalista incluye condiciones que son independientes de la buena o mala voluntad..."
Marx argumentó que la fuente primaria de la crisis capitalista no estaba ubicada en el ámbito del consumo, sino en la producción. En general, como ha argumentado Anwar Shaikh, la producción crea la base para el consumo, porque pone el poder adquisitivo en manos de los trabajadores y compañeros capitalistas. Para producir cualquier cosa se requiere que el capitalista individual compre máquinas (bienes de capital) y emplee trabajadores.
En el Volumen III, Parte III de Das Kapital, Marx presenta una teoría de la crisis que está sólidamente basada en las contradicciones que ve en el ámbito de la producción capitalista: la tendencia de la tasa de ganancia a caer. Argumenta que a medida que los capitalistas compiten entre sí, se esfuerzan por reemplazar a los trabajadores humanos con máquinas. Esto plantea lo que Marx llamó “la composición orgánica del capital ”. Sin embargo, la ganancia capitalista se basa en trabajo vivo, no "muerto" (es decir, máquina). Así, a medida que aumenta la composición orgánica del capital, la tasa de ganancia tiende a disminuir. Finalmente, esto provocará una caída en la masa de ganancias, dando paso al declive y la crisis.
Muchos defensores de la economía marxista rechazan las teorías subconsumistas del estancamiento. Sin embargo, el economista marxista James Devine ha señalado dos posibles roles del subconsumo en el ciclo económico y los orígenes de la Gran Depresión de la década de 1930.
Primero, interpreta la dinámica de la economía estadounidense en la década de 1920 como una de sobreinversión en relación con la demanda. Los salarios estancados (en relación con la productividad laboral) significan que el gasto de consumo de la clase trabajadora también se estanca. Como se señaló anteriormente, esto no significa que la economía en su conjunto deba permanecer en el sótano económico.
En la década de 1920, la inversión fija privada se disparó, al igual que el "consumo de lujo" de los capitalistas, impulsado por altas ganancias y expectativas optimistas. Se produjo cierto crecimiento del consumo de la clase obrera, pero correspondió a un mayor endeudamiento. (En teoría, el gobierno y los sectores extranjeros también podrían haber contrarrestado el estancamiento, pero esto no sucedió en esa época). El problema con este tipo de auge económico es que se vuelve cada vez más inestable, algo parecido a una burbuja, afectando el mercado financiero.
Finalmente (en 1929), el auge de la sobreinversión terminó, dejando capacidad industrial sin utilizar y obligaciones de deuda, desalentando la recuperación inmediata. Tenga en cuenta que Devine no ve todos los auges en estos términos.
En segundo lugar, una vez que ha ocurrido una recesión (p. ej., 1931-1933), la inversión privada puede verse bloqueada por la deuda, la capacidad no utilizada, las expectativas pesimistas y el creciente malestar social.
En este caso, los capitalistas intentan aumentar sus tasas de ganancia recortando salarios y elevando la productividad laboral (acelerando la producción). El problema es que si bien esto puede ser racional para el individuo, es irracional para la clase capitalista en su conjunto, por lo tanto, recortar los salarios en relación con la productividad reduce la demanda de los consumidores en relación con la producción potencial. Con otras fuentes de demanda agregada bloqueadas, esto en realidad perjudica la rentabilidad al reducir la demanda. Devine llama a este problema la "trampa del bajo consumo".

## Visiones del subconsumo

### Teoría del subconsumo
Según la teoría del subconsumo, el subconsumo sería cíclico e inevitable en el sistema capitalista ya que está sujeto a ciclos económicos en los que se produce una insuficiencia de la demanda -entendida como grandes acumulaciones de stocks de capital fijo (sobreproducción)- y el consiguiente aumento del número de parados. La teoría del subconsumo indicaría que la capacidad productiva del sistema aumenta al tiempo que el poder de compra o capacidad adquisitiva de la población disminuye. La crisis económica de 1929 fue una crisis de superproducción. Ésta fue una de las mayores caídas de la Bolsa estadounidense que degeneró en un exceso de oferta.

### Pérdida de poder adquisitivo
El subconsumo se produciría como consecuencia de una distribución desigual de la renta. La mejora neta en los procesos de producción se incrementaría a lo largo del tiempo (por los fenómenos continuos de industrialización, eficiencia y automatización -tanto mecánica como informática-) produciendo una mejora sustancial en los rendimientos financieros de los propietarios y accionistas y una reducción en la distribución de la riqueza generada entre las clases medias y trabajadoras -tanto por la congelación o reducción del poder adquisitivo como el aumento directo del desempleo fruto de mismos procesos de mejora en la producción-.

### Subconsumo por sobreproducción
Desde el punto de vista de la producción, el subconsumo es el resultado de la acumulación de excedentes en forma de stocks por falta de demanda, -Esta situación puede alcanzar niveles que resultan insostenibles para las empresas que reducen su actividad -despidiendo a trabajadores y provocando desempleo- o incluso llegan a cerrar por quiebra. 

## ¿Subconsumo o sobreacumulación?
David Harvey, en su libro El nuevo imperialismo, y en relación con la exposición que hace Rosa Luxemburgo en su libro La acumulación del capital, donde señala que el problema cíclico del capitalismo es el subconsumo:

escasez general de demanda efectiva ante el aumento de la producción que genera el capitalismo. David Harvey, El nuevo imperialismo.

## Efectos del subconsumo
Los principales efectos del subconsumo son: 
- Superproducción - Aumento de las existencias en stocks de las empresas,
- Deflación - La reducción de los precios de los productos,
- Disminución de la producción (economía),
- Desempleo - Como consecuencia de la disminución de la producción y falta de promoción por parte de los gobiernos.
- Crisis económica.